# Andriej Szuwałow
Andriej Michajłowicz Szuwałow (ros. Андрей Михайлович Шувалов; ur. 22 września 1965 w Idricy) – rosyjski szpadzista reprezentujący ZSRR i Wspólnotę Niepodległych Państw, trzykrotny medalista olimpijski i wielokrotny medalista mistrzostw świata.
Na igrzyskach olimpijskich w Seulu w 1988 roku wywalczył brązowy medal w turnieju indywidualnym. W walce o trzecie miejsce pokonał Włocha Sandro Cuomo 10:8. Na tej samej imprezie reprezentacja ZSRR w składzie: Andriej Szuwałow, Pawieł Kołobkow, Władimir Riezniczenko, Mychajło Tyszko i Igor Tichomirow zdobyła brąz w turnieju drużynowym. Brał również udział w igrzyskach olimpijskich w Barcelonie w 1992 roku, gdzie jako reprezentant WNP wspólnie z Pawłem Kołobkowem, Serhijem Krawczukiem, Siergiejem Kostariewem i Walerijem Zachariewiczem wywalczył kolejny brązowy medal. W rywalizacji indywidualnej zajął tym razem jedenaste miejsce.
Podczas mistrzostw świata w Barcelonie w 1985 roku wspólnie z kolegami z reprezentacji zdobył brązowy medal w zawodach drużynowych. W tej samej konkurencji zdobywał następnie złote medale na mistrzostwach świata w Lozannie (1987) i mistrzostwach świata w Budapeszcie (1991), srebrny podczas mistrzostw świata w Sofii (1986) oraz brązowy na mistrzostwach świata w Lyonie (1990). Ponadto wywalczył złoty medal indywidualnie na mistrzostwach świata w Budapeszcie w 1991 roku (pokonując w finale reprezentującego Niemcy Roberta Felisiaka) oraz srebrny podczas mistrzostw świata w Lozannie w 1987 roku (przegrywając w finale z Volkerem Fischerem z RFN).